# Ludolph van Ceulen
Ludolph van Ceulen (Hildesheim, 28 gennaio 1540 – Leida, 31 dicembre 1610) è stato un matematico e schermidore tedesco emigrato nei Paesi Bassi.
Il suo nome significa Ludolf da Colonia (anche se nato a Hildesheim) e talora egli viene identificato come Ludolf von Collen.

## Biografia
Nacque a Hildesheim nel 1540.

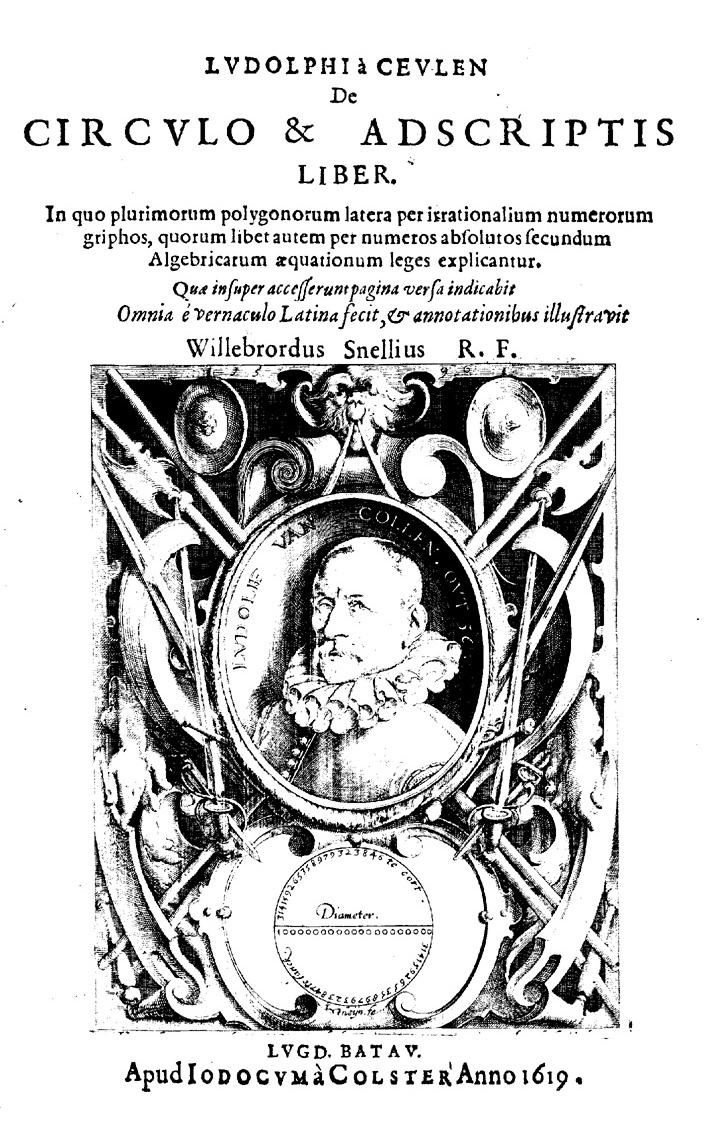
De circulo & adscriptis liber (Sul cerchio), 1619

Dopo la sua emigrazione nei Paesi Bassi, van Ceulen insegnò scherma e matematica a Delft. Nel 1594 riuscì ad aprire una scuola di scherma a Leida. Nel 1600 divenne il primo professore di matematica dell'Università di Leida, dove morì nel 1610.

## Calcolo diπ

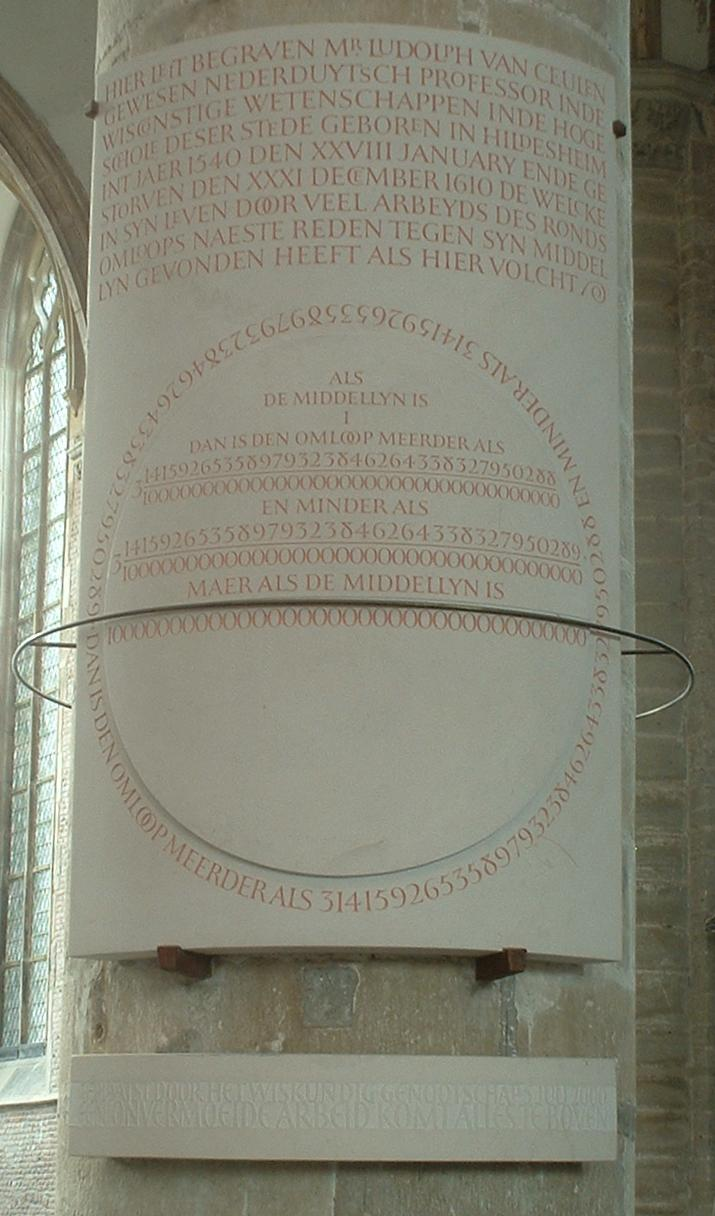
La pietra tombale di Ludolph van Ceulen

Ludolph van Ceulen spese gran parte della sua vita nel calcolo della costante matematica {\displaystyle \pi } (pi greco) usando essenzialmente l'algoritmo usato da Archimede per approssimare la circonferenza con dei poligoni regolari arrivando ad usare poligoni con 2 miliardi di lati. Pubblicò nel suo libro Von de circle (Sul cerchio) (1596) un valore di pi con 20 cifre decimali. Successivamente portò il numero delle cifre a 35. Il valore ottenuto era:
3,14159265358979323846264338327950288...
Fu così orgoglioso di questo risultato che volle che fosse inciso sulla sua pietra tombale. Essa fu persa ma nel 2000 fu ritrovata. Pi greco viene talvolta chiamato anche "Costante Ludolphina" in suo onore.

## Opere
- (LA) Ludolf van Ceulen, De arithmetische en geometrische Fondamenten, Lugduni Batavorum, Joost van Colster, 1615. URL consultato il 14 giugno 2015.

- (LA) Ludolf van Ceulen, Van den circkel, Lugd. Batav, Joost van Colster, 1619. URL consultato il 14 giugno 2015.